# Jatta Selung Jammeh
Jatta Selung Jammeh auch Jata Silang Jame oder Jato Silang Jani (* vor 1870; † Januar 1928) war ein gambischer Seyfo in der westafrikanischen britischen Kolonie Gambia.

## Leben
Jammeh war Angehöriger der Mandinka (auch Serer), und war unter dem Dschihad-Führer Maba Jahou Bah (Schreibvarianten: Maba Diakhou Bâ, Ma Bah) einer der wichtigsten Generäle in den 1870er Jahren in den Baddibu-Kriegen (auch Soninke-Marabut-Kriege). Jatta Selung Jammeh wurde vom siegreichen Maba Jahou zum Herrscher über ganz Baddibu ernannt und bat ihn, einen theokratischen Staat zu bilden.
Als die Briten das Gebiet 1894 als britisches koloniales Protektorat erklärten, durfte Jatta Selung der erste Chief (= Seyfo) von Illiasa (bzw. dem Distrikt Upper Baddibu) werden.

## Familie
Jammeh war mit Awa Jobe, eine Angehörige der Wolof, verheiratet. Ihr Sohn Mama Tamba Jammeh wurde am 28. Februar 1928 zum Chief von IIIiasa befördert (nach anderer Quelle folgt er seinem älteren Bruder).